# جيسيكا جايمس
جيسيكا جايمس (بالإنجليزية: Jessica Jaymes)‏ ولدت في 8 آذار/مارس 1979، هي ممثلة إباحية أمريكية، وتُعرف أكثر باعتبارها أول ممثلة إباحية وقعت عقدا طويل الأمد مع شركة هيستلر هوني أوف ذو يير (بالإنجليزية: Hustler Honey of the Year)‏ وذلك في عام 2004.

## المسيرة المهنية
بدأت جايمس التمثيل في أفلام الكبار عام 2002، ومخافة من التنمر والنظرة السيئة أخدت اسما فنيا لها وهو جيسيكا جايمس وهو مزيج من اسمها الحقيقي (جيسيكا) واسم حبيبها وعشيقها (جايمس). في عام 2004، وقعت أول عقد لها مع شركة مختصة في إخراج وإنتاج المشاهد والأفلام الإباحية وقد حصلت على مجموعة من الجوائز في نفس العام خاصة بعدما وقعت مع تلك الشركة. في آب/أغسطس 2008، اختيرت كنجمة الشهر في عالم الأفلام الإباحية بعدما صورت الكبير من المشاهد وظهرت في العديد من الإعلانات.
لعبت جايمس دورا صغيرا في حلقتين من المسلسل التلفزيوني ويدز في عامي 2006 و2007،  كما قدمت وظهرت في عشرات البرامج على الراديو وفي التلفزيون ولعل أبرزها ظهورها في برنامج رحاب المشاهير في البيت الرصين (بالإنجليزية: Celebrity Rehab Sober House)‏ الذي عُرض على قناة في إتش 1، كما ظهرت في بعض المسلسلات القصيرة من إخراج شركة إيتش بي أو ثم ظهرت في وقت لاحق في برنامج هوارد ستيرن شو.

## الوفاة
عُثر على جيسيكا جايمس «فاقدةً لوعيها» في منزلها في نورث هيلز بالقرب من لوس أنجلوس في 17 أيلول/سبتمبر 2019 قبل أن يُعلن عن وفاتها في نفسِ المكان. وكانَ شريك أعمالها هو أوّل من عثرَ عليها بعدما ذهب لزيارتها في منزلها عقبَ غيابها عن منصّات التواصل على الإنترنت لمدة أسبوع تقريبًا فضلًا عن عدمِ استجابتها لرسائله. الجدير بالذكرِ أنّ لدى جيسيكا تاريخٌ من النوبات وبالرغمِ من ذلك فلم يُعرف سبب وفاتها بالضبطِ حيثُ من المتوقع أن يتمّ تشريح الجثة في وقتٍ لاحقٍ للتأكّد من السبب.

## الجوائز
- 2004: فازت بجائزة دلتا دي فينير (في ميلانو) عن فئة أفضل نجمة إباحية أمريكية[13]
- 2018: ترَّشحت لنيل جائزة آي في إن عن فئة أشهر نجمة إباحية[14]

## روابط خارجية
- جيسيكا جايمس على موقع IMDb (الإنجليزية)
- جيسيكا جايمس على موقع قاعدة بيانات الفيلم (الإنجليزية)